# Marie Madeleine Davy
Marie Madeleine Davy (Saint-Mandé, 13 de septiembre de 1903 – Saint-Clémentin, 1 de noviembre de 1998) fue una historiadora y filósofa francesa, especialista en filosofía medieval.
Describe las implicaciones de lo simbólico en todas las dimensiones de la vida medieval: «Gracias al símbolo, para el hombre del románico las puertas del reino no solo se mueven, sino que se abren según el grado de atención de cada uno. El Cosmos entero se entrega a la comprensión del espíritu».
Fallece el 1 de noviembre de 1998, a los 95 años.

## Obra

### Algunas publicaciones
- Les sermons universitaires parisiens de 1230-1231 : contribution à l'histoire de la prédication médiévale, Vrin, 1931
- Un Traité de l'amour du XIIe siècle, Pierre de Blois, Éditions de Boccard (trabajo coronada por la Academia Francesa), 1932
- Guillaume de Saint-Thierry, Meditativae orationes, Vrin, 1934
- Guigue II, De l'imitation de Jésus-Christ, éditions du Cerf, 1934
- Guillaume de Saint-Thierry, Un Traité de la vie solitaire, Vrin, 1940
- Bernard de Clairvaux, Saint Bernard, Aubier, 1945
- Guillaume de Saint-Thierry, Deux traités de l'amour de Dieu, Vrin, 1953
- Introduction au message de Simone Weil, Plon, 1954
- Théologie et mystique de Guillaume de Saint-Thierry, Vrin, 1954
- Essais sur la symbolique romane, Flammarion, 1955
- Simone Weil, éditions universitaires, 1956
- Guillaume de Saint-Thierry, Commentaire sur le Cantique des Cantiques, Vrin, 1958
- Guillaume de Saint-Thierry, Deux traités sur la foi : le Miroir de la foi, l'Énigme de la foi, Vrin, 1959
- Gabriel Marcel, un philosophe itinérant, Flammarion, 1959
- Nicolas Berdiaev, Flammarion, 1964
- Le Berger du soleil, Buchet-Chastel, 1965
- Simone Weil, Presses universitaires de France, 1966
- Muni, Retz, 1970
- Sources et clefs de l'art roman.. (con Régine Pernoud, Madeleine Pernoud y Hugues de Saint-Victor), Berg, 1973
- L'Homme intérieur et ses métamorphoses, ed. de l'Épi, 1974
- Un itinéraire : à la découverte de l'intériorité, ed de l'Épi, 1977
- Encyclopédie des mystiques occidentale et orientale, Laffont, 2 v. 1972 et 1975 ; ed Seghers, 4 v. 1977
- Initiation à la symbolique romane, Flammarion, 1977
- Initiation médiévale, la philosophie au s XII, Albin Michel, 1980 et 1987
- Henri Le Saux, swami Abhishiktnanda, le Passeur entre deux rives, ed. du Cerf, 1983
- Le Désert intérieur, Albin Michel, 1983
- Muni, récit d'une expérience d'intériorité, Retz, 1985
- La Connaissance de soi, Presses universitaires de France, 1988
- La Danse de l'amour et de l'humour, ed. Présence, 1988
- Traversée en solitaire, Albin Michel, 1988
- La Lumière dans le christianisme, ed. de Félin, 1989
- L'Oiseau et sa symbolique, Albin Michel, 1992 (Premio Alexandra David-Néel/Lama Yongden)
- Tout est noces, Albin Michel, 1993
- Encyclopédie des Mystiques en 4 v. bajo la dirección de Marie-Madeleine Davy, Seghers, 1977, reed. Payot, 1995
- Le Désert Intérieur, Albin Michel, 1996
- Henri Le Saux, swami Abhishiktânanda : le passeur entre deux rives, Albin Michel, 1997
- Nicolas Berdiaev ou la révolution de l'esprit, Albin Michel, 1999
- Bernard de Clairvaux, Albin Michel, 2001
- L'Homme intérieur et ses métamorphoses, seguido de Un itinéraire, à la découverte de l'intériorité, Albin Michel, 2005
- La Connaissance de soi, 6.ª ed. Presses universitaires de France, 1992, 2010.

## Artículos
- Les trois étapes de la vie spirituelle d'après Guillaume de Saint-Thierry, Recherches de science religieuse, 1933
- L'Amour de Dieu d'après Guillaume de Saint-Thierry, Recherches de science religieuse, 1938
- La Connaissance de Dieu d'après Guillaume de Saint-Thierry, Recherches de science religieuse, 1938
- Des limites de la psychanalyse à la forme de la mystique, Psyché - Revue Internationale de Psychanalyse et des Sciences de l'Homme, 1949
- La Mentalité symbolique du XIIe siècle, Diogène, 1960
- Notion de l'homme et de l'univers au XII, Les études philosophiques, 1961
- Symbolique de la pureté, Les études philosophiques, 1972
- La nouvelle mystique, Nouvelle Revue de Psychanalyse, 1980
- L'Homme "en qui Dieu verdoie" : entretien avec Marie-Madeleine Davy, Question de, 1992
- Le Secret du roi : rencontre avec Marie-Madeleine Davy, Question de, 1994
- Les Chemins de la Profondeur, Question de, Albin Michel, 1999
- Les Traceurs de voie du XXe siècle : Marie-Madeleine Davy, témoin de la présence, par Anne Ducrocq, Nouvelles Clés 48, diciembre de 2005
- Interview de Marie-Madeleine Davy, Nouvelles Clés 9 enero-febrero de 1990, reeditado en el n.º 58 de junio de 2008.